# Noailles, Tarn
Noailles är en kommun i departementet Tarn i regionen Occitanien i södra Frankrike. Kommunen ligger i kantonen Cordes-sur-Ciel som tillhör arrondissementet Albi. År 2022 hade Noailles 207 invånare.

## Befolkningsutveckling
Antalet invånare i kommunen Noailles
| Referens: INSEE |